# Maria Keffermüller
Maria Keffermüller (ur. 17 października 1924 w Warszawie, zm. 23 grudnia 2011 w Poznaniu) – polska zoolog, entomolog, pracownik naukowy Uniwersytetu im. Adama Mickiewicza w Poznaniu.

## Życiorys
W 1949 ukończyła studia na Uniwersytecie im. Adama Mickiewicza w Poznaniu, w 1960 obroniła tam doktorat, a w 1972 habilitowała się, od 1975 była na uczelni pracownikiem naukowym na stanowisku docenta. W 1974 została odznaczona Złotym Krzyżem Zasługi. 
Zmarła 23 grudnia 2011, pochowana na cmentarzu Górczyńskim. 

## Praca naukowa
Opracowała Ephemeroptera Wielkopolski, odkryła w środkowym odcinku Warty wysunięty najbardziej na zachód Europy zespół psammobiontów rzecznych. Opracowała klucz do rodziny Caenidae, opisała nieznane wcześniej stadia uskrzydlone wielu gatunków i jednego nowego jętek. Stworzony przez nią zbiór alkoholowy i preparatów  Ephemeroptera znajduje się w Zakładzie Zoologii Stosowanej UAM. 